# Carmine Alfieri
Pour les articles homonymes, voir Alfieri.
Carmine Alfieri, prononciation italienne : [ˈkarmine alˈfjɛːri] dit « 'O 'ntufato », (le colérique), (né à Saviano le 18 février 1943) est un parrain de la Camorra napolitaine dans les années 1980. En tant que chef du clan Alfieri, il a été le chef incontesté de la Camorra de 1984 jusqu'à son arrestation en 1992.

## Biographie
Carmine Alfieri est né à Saviano, près de Naples. La Camorra entré dans sa vie alors qu'il n'a que sept ans. En 1953, il prête serment avec son frère Salvatore, pour venger le meurtre de leur père Antonio Alfieri. Trois ans plus tard, en 1956, Salvatore Alfieri tue le meurtrier de son père. Dans les années 1960, Carmine est arrêté pour la première fois. En 1974, il est initié à la Camorra en tant qu'« uomo d'onore » (« homme d'honneur »). En 1978, il est accusé d'homicide et en 1981 d'association mafieuse.
Dans les années 1980, il figure parmi les fondateurs de la Nuova Famiglia (« NF »), qui s'oppose à la Nuova Camorra Organizzata (« NCO »), alors dominante, de Raffaele Cutolo. Cette rivalité provoque une guerre féroce qui fait un grand nombre de victimes, dont le frère de Carmine, Salvatore. Le clan Alfieri des années 1980 et 1990 fait preuve d'une arrogance, d'un penchant pour la violence gratuite et commet des assassinats. Selon les estimations de la police, les tueurs d'Alfieri ont commis à eux seuls jusqu'à 500 meurtres au cours de la décennie 1983-1993. Domenico Cuomo, le principal tueur à gages d'Alfieri, a avoué avoir commis plus de 90 meurtres au cours de cette période,.

### Montée en puissance
Cutolo ayant mal géré l'affaire  Cirillo, ses anciens protecteurs politiques se sont retournés et ont apporté leur soutien à Carmine Alfieri, son principal rival dans la sanglante guerre de la Camorra entre les Nuova Camorra Organizzata de Cutolo (NCO) et la Nuova Famiglia (1981-1983). En novembre 1982, le financier de NCO Alfonso Ferrara Rosanova est assassiné. Lorsque l'adjoint et principal chef militaire de Cutolo, Vincenzo Casillo est tué à son tour par les alliés d'Alfieri (NF), par une voiture piégée en janvier 1983, il devient clair que Cutolo a perdu non seulement sa protection politique mais aussi la guerre. De nombreux autres gangs de la Camorra qui ont compris le changement d 'équilibre des pouvoirs provoqué par la mort de Casillo rejoignent Alfieri.
Après la défaite de Cutolo, à la fin de 1983, la guerre éclate au sein de la coalition anti-NCO, en particulier entre le clan Nuvoletta de Marano et Antonio Bardellino. Alfieri se range du côté de Bardellino (Clan des Casalesi). La guerre culmine avec le massacre de Torre Annunziata en août 1984, qui fait huit morts et 24 blessés dans le clan Gionta allié à Nuvoletta. Après le massacre et l'assassinat de Ciro Nuvoletta, l'équilibre des forces bascule en faveur d'Alfieri.
Dans un premier temps, Alfieri et ses alliés sont condamnés à la prison à vie pour avoir organisé le massacre. Cependant, en appel, ils sont acquittés grâce à l'intervention de politiciens et à l'aide du juge Armando Cono Lancuba.
La Camorra d'Alfieri est décrite comme une « Camorra politique » en raison de sa capacité à obtenir des contrats du secteur public par le biais de contacts politiques et se differencie de la « Camorra de masse » des jeunes chômeurs de Cutolo, spécialisée dans le racket de protection, et de la « Camorra commerciale » de Lorenzo Nuvoletta qui réinvestit l'argent de la drogue dans la construction après le tremblement de terre de 1980 en Irpinia. La Camorra politique a également été innovante en essayant de créer une fédération entre les clans pour surmonter les suspicions mutuelles et les querelles sanglantes.

### Arrestation et collaboration
Alfieri, l'un des hommes les plus recherchés d'Italie, est arrêté en pyjama par la police italienne le 11 septembre 1992, en compagnie de Vincenzo Cesarano et Marzio Sepe,. Au moment de son arrestation, les avoirs personnels d'Alfieri sont estimés à 1,2 milliard de dollars US, ce qui fait de lui le criminel le plus riche d'Italie.
En mars 1994, comme son ancien lieutenant Pasquale Galasso qui l'a précédé, Alfieri devient un pentito. Alfieri et Galasso ont tous deux élucidé de nombreux homicides et impliqué l'ancien ministre italien de l'intérieur Antonio Gava et des dizaines d'autres hommes politiques. Ils prétendent non seulement avoir rencontré Gava, mais insistent sur le fait que Gava a utilisé son influence pour obtenir la libération de plusieurs camorristi condamnés. Sa décision de devenir un « pentito » a incité la Camorra à tuer plusieurs membres de la famille de sang d'Alfieri, dont son fils Antonio, un frère Francesco, un neveu et son gendre Vincenzo Giugliano.